# Akcja Durrfeld
Akcja Durrfeld – zamach przeprowadzony 25 czerwca 1943 roku na rogu ulic Marszałkowskiej i Świętokrzyskiej przez Armię Krajową na Ernsta Dürrfelda, niemieckiego komisarza warszawskich przedsiębiorstw miejskich.

## Historia
Akcja zakończyła się zranieniem Dürffelda oraz zabiciem jego polskiego współpracownika, Śliwińskiego (niebezpiecznego konfidenta i szmalcownika). W trakcie akcji rany odniosło dwóch żołnierzy Referatu 993 tzw. „Wapiennika” specjalnej jednostki AK do wykonywania egzekucji na członkach nazistowskiego aparatu represji oraz konfidentach i szmalcownikach.